# Franz Hemala
Franz Hemala (* 17. November 1877 in Brünn; † 17. Oktober 1943 in Wien) war ein österreichischer Politiker (CSP).

## Leben
Franz Hemala wuchs in Brünn heran, wo er die Volksschule und das Gymnasium absolvierte. Er kam 1898 nach Wien, um an der dortigen Universität Rechtswissenschaften zu studieren. 1902 promovierte er. Schon früh war Hemala in christlichsozialen Zirkeln aktiv. Bereits als Student war er Mitglied in der Katholischen akademischen Verbindung Norica Wien. Später schrieb er Kolumnen für das Blatt Freiheit, einem Vorläufer der Christlichsozialen Arbeiterzeitung, welche der spätere ÖVP-Politiker Leopold Kunschak publizierte.
1904 wurde Hemala Beamter in der Landesregierung von Niederösterreich. Er blieb es bis 1931. Ab 1909 bekleidete Hemala sein erstes politisches Amt, als er bis 1914 Bezirksrat im Wiener Gemeindebezirk Mariahilf wurde. Während des Ersten Weltkriegs versah er von 1914 bis 1917 Dienst an der Front und wurde zuletzt in den Rang eines Oberleutnants befördert.
Bereits seit der Gründung in der Christlichen Gewerkschaft engagiert, war Hemala von 1909 bis 1934 Vorstandsmitglied der Zentralkommission der Christlichen Gewerkschaften Österreichs. Nach dem Krieg engagierte sich Hemala in der Jugendarbeit und gründete 1922 eine christlichsoziale Jugendgewerkschaftsgruppe.
Auch politisch konnte Hemala Erfolge verbuchen, als er 1919 in den Wiener Landtag und Gemeinderat einzog, dem er jedoch nur wenige Monate, bis 1920, angehören sollte. Im Dezember 1920 wurde er als Bundesrat angelobt, dem er bis zur Auflösung durch den Ständestaat, im Mai 1934, angehören sollte. Franz Hemala schrieb zudem Geschichte, als er am 30. April 1934 für nur einen Tag das Amt des Bundesratspräsidenten bekleidete; er blieb sowohl in der Ersten wie auch späteren Zweiten Republik jener Bundesratspräsident mit der kürzesten Amtsperiode. Er wurde am Meidlinger Friedhof bestattet.
Franz Hemalas Tochter Hilde Hemala war später die Ehefrau von Bundeskanzler Leopold Figl.